# Discografia degli Hands Like Houses
La discografia degli Hands Like Houses, gruppo musicale australiano formatosi nel 2008, si compone di quattro album in studio, tre EP e sedici singoli.

## Album in studio
| Anno | Titolo | Classifiche | Classifiche | Classifiche | Classifiche | Classifiche | Classifiche  |
| Anno | Titolo | AUS         | US          | US Indie    | US Alt      | US Rock     | US Hard Rock |
| ---- | --- | ----------- | ----------- | ----------- | ----------- | ----------- | ------------ |
| 2012 | Ground Dweller - Pubblicato: 13 maggio - Etichetta: Rise Records - Formato: CD, download digitale         | —           | 141         | 21          | 22          | 38          | 11           |
| 2013 | Unimagine - Pubblicato: 22 luglio - Etichetta: Rise Records - Formato: CD, LP, download digitale          | 51          | 37          | 6           | 6           | 10          | 4            |
| 2016 | Dissonants - Pubblicato: 26 febbraio - Etichetta: Rise Records, UNFD - Formato: CD, LP, download digitale | 7           | 68          | 6           | 7           | 9           | 3            |
| 2018 | Anon - Pubblicato: 12 ottobre - Etichetta: Hopeless Records, UNFD - Formato: CD, LP, download digitale    | 4           | —           | 11          | —           | —           | 22           |

## Extended play
| Anno | Titolo                                                                                          | Classifiche | Classifiche | Classifiche | Classifiche |
| Anno | Titolo                                                                                          | US          | US Indie    | US Alt      | US Rock     |
| ---- | ----------------------------------------------------------------------------------------------- | ----------- | ----------- | ----------- | ----------- |
| 2012 | Snow Sessions - Pubblicato: 1º maggio - Etichetta: indipendente - Formato: download digitale    | —           | —           | —           | —           |
| 2014 | Reimagine - Pubblicato: 16 settembre - Etichetta: Rise Records - Formato: CD, download digitale | 109         | 23          | 20          | 34          |
| 2020 | Hands Like Houses - Pubblicato: 23 ottobre - Etichetta: UNFD - Formato: download digitale       | 109         | 23          | 20          | 34          |

## Singoli
| Anno | Titolo                                         | Album di provenienza |
| ---- | ---------------------------------------------- | -------------------- |
| 2010 | This Ain't No Place for Animals                | /                    |
| 2011 | Lion Skin (feat. Tyler Carter and Jonny Craig) | /                    |
| 2012 | Antarctica                                     | Ground Dweller       |
| 2013 | Introduced Species                             | Unimagine            |
| 2013 | A Fire on a Hill                               | Unimagine            |
| 2015 | I Am                                           | Dissonants           |
| 2015 | New Romantics                                  | Dissonants           |
| 2016 | Colourblind                                    | Dissonants           |
| 2017 | Drift                                          | /                    |
| 2018 | Overthinking                                   | Anon                 |
| 2018 | Monster                                        | Anon                 |
| 2018 | Tilt                                           | Anon                 |
| 2019 | Sick                                           | Anon                 |
| 2019 | Through Glass (feat. Samsaruh)                 | /                    |
| 2022 | Space                                          | Hands Like Houses    |
| 2022 | The Water                                      | Hands Like Houses    |

## Videografia

### Video musicali
| Anno | Titolo                                 | Regista          |
| ---- | -------------------------------------- | ---------------- |
| 2010 | Lion Skin (Acoustic)                   | Chris Cooper     |
| 2011 | The Sower (Acoustic)                   | Gregory McCann   |
| 2012 | This Ain't No Place for Animals        | ?                |
| 2012 | Snow Sessions (Act Normal & Lion Skin) | Holyman Pictures |
| 2012 | Snow Sessions (Animals & The Sower)    | Holyman Pictures |
| 2013 | A Fire on a Hill                       | Daniel Walding   |
| 2013 | Shapeshifters                          | ?                |
| 2013 | Shapeshifters (Live Music Video)       | ?                |
| 2013 | Introduced Species                     | ?                |
| 2014 | Introduced Species (Live Music Video)  | ?                |
| 2014 | A Tale of Outer Suburbia               | Joshua Aylett    |
| 2014 | Torn                                   | MoshPit Media    |
| 2014 | Recollect (Shapeshifters)              | ?                |
| 2014 | Revive (Introduced Species)            | The 7th Sense    |
| 2014 | Release (A Tale of Outer Suburbia)     | The 7th Sense    |
| 2015 | I Am                                   | The 7th Sense    |
| 2016 | Colourblind                            | Nick Gray        |
| 2016 | Glasshouse                             | ?                |
| 2017 | Drift                                  | ?                |
| 2018 | Overthinking                           | Megan Thompson   |
| 2018 | Monster                                | Sam Koster       |
| 2019 | Sick                                   | ?                |
| 2020 | Space                                  | Rhys Graham      |
| 2020 | Dangerous                              | ?                |